# NGC 4895A
NGC 4895A је елиптична галаксија у сазвежђу Береникина коса која се налази на NGC листи објеката дубоког неба.
Деклинација објекта је + 28° 10' 12" а ректасцензија 13h 0m 9,3s. Привидна величина (магнитуда) објекта NGC 4895 износи 14,6 а фотографска магнитуда 15,6. NGC 4895A је још познат и под ознакама CGCG 160-245, RB 167, DRCG 27-207, PGC 44717.